# لي سيغل (روائي)
لي سيغل (بالإنجليزية: Lee Siegel)‏ (22 يوليو 1945، لوس أنجلوس في الولايات المتحدة)؛ روائي أمريكي.

## الجوائز
- زمالة غوغنهايم